# Темне фентезі

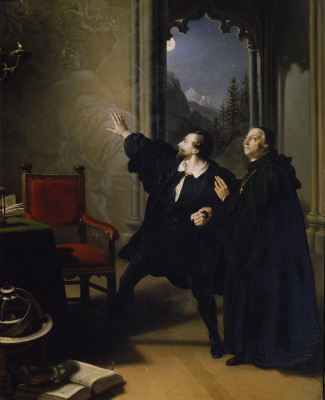
Поема «Манфред» Джорджа Байрона: поєднання елементів жаху та фентезійного сюжету було популярне ще з часів Романтизму

Те́мне фе́нтезі (від англ. Dark Fantasy — темне, похмуре фентезі) — піджанр художніх творів який включає в себе елементи жахів та готики, і дія якої відбувається в антуражі традиційного фентезі.

## Особливості жанру
Традиційне темне фентезі побудовано за класичними фентезійним канонами, але на відміну від класичного фентезі, де основу сюжету складають ідея боротьби Добра зі Злом, в темному фентезі Зло вже перемогло, і його прояви сприймаються як належне. Події темного фентезі відбуваються в суворому, жорстокому і похмурому світі, де герої, переважно, як мінімум, неоднозначні з позиції моралі і ведуть боротьбу лише за те, щоб світ остаточно не перетворився на пекло. Основною ідеєю темного фентезі можна назвати боротьбу «меншого» Зла з «великим», абсолютним Злом. Автори книг у цьому жанрі буквально шокують читача виписаною з особливим старанням атмосферою гнітючого мороку та повної безнадії. При цьому, на думку Джона Клюта, до жанру не відносяться відверто фантасмагоричні твори про вигадану «потойбічну нечисту силу» як-то упирі, перевертні, окультна маячня тощо.

## Темне фентезі в жанрах культури

### Темне фентезі в літературі
- Ґлен Кук: цикл романів «Чорний загін»
- Стівен Дональдсон: «Хроніки Томаса Ковенанта»
- Абрахам Мерріт: «Палай, відьмо, палай»
- Фріц Лайбер: «Наша Леді Пітьма», «Зло зустрічається в Ланкмарі»
- Стівен Кінг: «Темна Вежа», «Талісман»
- Клайв Баркер: цикл «Книги крові», «Імаджіка»
- Теніт Лі: «Кривава опера»
- Джо Аберкромбі: трилогія «Перший закон»
- Річард Скотт Беккер: трилогія «Князь порожнечі»
- Лі Бардуго: дилогія «Шістка воронів», «Королівство шахраїв»
- Павло Дерев'янко: трилогія «Літопис Сірого Ордену»[2][3]

### Темне фентезі в кінематографі
- Ван Хелсінг
- Хеллбой
- Костянтин: Володар темряви

### Темне фентезі у відеоіграх
- Серія Darksiders
- Серія Dark Souls
- Vagrant Story
- Серія Dragon Age
- Divinity II: Ego Draconis